# Кулар (Якутия)
Кулар — упразднённый посёлок городского типа в Усть-Янском улусе Якутии. Исключен из учётных данных в 1998 году.

## География
Находился за Северным полярным кругом, в горах Улахан-Сис, в 464 км к северо-западу от улусного центра — посёлка Депутатский.

## История
Куларский прииск открыт в 1963 году, относится к Куларскому золотоносному району, расположенному в северной части Яно-Омолойского междуречья. На территории прииска были расположены старательские поселки Кулар, Власово, Энтузиастов (все ныне закрыты). Кулар, самый крупный из них, был отнесён к категории рабочих посёлков в 1965 году. Население было занято в основных и вспомогательных производствах по добыче золота. В посёлке были построены шахта, ремонтно-механические мастерские, автопредприятие. Социальная инфраструктура была представлена следующими объектами: имелись клуб, средняя общеобразовательная и музыкальная школы, учреждения здравоохранения, торговли и бытового обслуживания.
В начале 1970-х годов началось обогащение руды. Прииск находился в управлении золотодобывающего горно-обогатительного комбината (впоследствии АО) «Куларзолото», владевшего лицензиями на отработку 46 россыпных объектов. Золотоизвлекательная фабрика была построена в 1985 году с расчетом на разработку рудного золота, однако шахтная разработка не была начата. В отдельные годы добыча золота доходила до 10 тонн в год, в общей сложности за 30 лет работы прииска было добыто около 120 т золота. В 1994 году АО «Куларзолото» в связи с ухудшившейся экономической ситуацией было ликвидировано; вскоре был расселён и посёлок. На территории бывшей Куларской золотоизвлекательной фабрики осталось хвостохранилище, которое является одним из наиболее опасных объектов накопленного вреда в России.
Посёлок Кулар исключён из учётных данных административно-территориального деления постановлением Правительства Республики Саха (Якутия) от 10 июля 1998 года № 322, вместе с посёлками Власово и Энтузиастов, с передачей занимаемых ими земель в состав территории Омолойского национального наслега (сельского округа).
Большая часть деревянного жилого фонда, а также часть административных и хозяйственно-бытовых зданий (в том числе здание школы), были сожжены отъезжающим населением. В связи с достаточным содержанием россыпных золотых песков под поселком после отъезда населения разработка месторождения на территории поселка вела артель «Южная» использовав в качестве административно-бытовых зданий несколько сохранившихся домов. Остальные строения были снесены. Потом разработка перешла к эвенской старательской артели «Омолой», которая довершила снос остававшихся многоэтажных домов (ныне на их месте располагаются эфельные отвалы и послепромывочные котлованы, заполненные водой). Летом, во время старательского сезона, в поселке временно проживают рабочие коренной старательской артели. Зимой посёлок необитаем. Территория поселка захламлена неубранным бытовым и строительным мусором, остатками строений, брошенной техникой, металлоломом и бочкотарой.

## Население
| 1970 | 1979  | 1989  |
| ---- | ----- | ----- |
| 3168 | ↗4130 | ↗4657 |